# Coleman (Floride)
Pour les articles homonymes, voir Coleman.
Coleman est une ville dans l’État de Floride, aux États-Unis. En 2000, elle comptait 647 habitants. 

## Géographie
Coleman se trouve au nord du comté de Sumter, à environ 3,5 kilomètres du lac Panasoffkee.

## Économie
À environ 7 kilomètres au sud-est de la ville se trouve le complexe correctionnel fédéral (en) où se trouve incarcéré 7 200 détenus répartis dans trois établissements pénitentiaires distincts.

## Démographie
| 1910 | 1920 | 1930 | 1940 | 1950 | 1960 |
| ---- | ---- | ---- | ---- | ---- | ---- |
| 387  | 640  | 786  | 764  | 849  | 921  |

| 1970 | 1980  | 1990 | 2000 | 2010 | - |
| ---- | ----- | ---- | ---- | ---- | - |
| 614  | 1 022 | 857  | 647  | 703  | - |